# Livre d'Abdias
Le Livre d'Abdias ou d'Obadia est une prophétie concernant le jugement divin du royaume d'Édom, qui est condamné à la ruine, et la revanche que les fils d'Israël prendront sur ce royaume. Le texte se compose d'un seul chapitre, divisé en 21 versets, ce qui en fait le Livre le plus court de la Bible hébraïque.

## Présentation
Dans le judaïsme et le christianisme, sa paternité est attribuée à un prophète de l'époque assyrienne, Abdias, dont le nom signifie « serviteur ou adorateur de Yahvé ».
Dans le christianisme, le Livre d'Abdias est classé parmi ceux des petits prophètes de l'Ancien Testament, en raison de sa concision. Dans le judaïsme, Abdias est considéré comme un « dernier prophète » et ce texte massorétique est chronologiquement placé dans le Tanakh sous la section Nevi'im (« Les Prophètes »), dans la dernière catégorie appelée les « Douze Prophètes ».
Dans le rite séfarade, ce Livre est la haftarah de la parasha Vayishla'h, qui décrit les démêlés des frères jumeaux Jacob et Ésaü. Le Livre d'Abdias est en effet interprété comme prophétisant les difficiles relations entre judaïsme et christianisme.

### Résumé
Le Livre d'Abdias est basé sur une vision prophétique concernant la chute d'Édom [v.1, 4, 18], une nation installée dans les montagnes [v. 8, 9, 19, 21] dont le père fondateur est Ésaü [v.6]. Abdias décrit une rencontre avec Dieu qui dénonce l'arrogance d'Édom et ses actions violentes contre son pays frère, la maison de Jacob [v. 10].
La vision projette également la chute de Jérusalem livrée aux mains des envahisseurs étrangers et la colère de Dieu contre Édom pour avoir tiré profit du malheur des Juifs de Juda, scellant ainsi sa perte. [v. 10-14].
Le dernier aspect de la vision porte sur la restauration d'Israël, perçu comme un lieu saint, au détriment de la lignée édomite qui prendra fin. La prophétie d’Abdias rappelle par ailleurs que le jugement de Dieu concerne toutes les nations [ v. 15, 17] « Car le jour de l'Éternel est proche, pour toutes les nations … Mais le salut sera sur la montagne de Sion, elle sera sainte, Et la maison de Jacob reprendra ses possessions. »